# Récepteur antigénique chimérique
Pour les articles homonymes, voir Car.

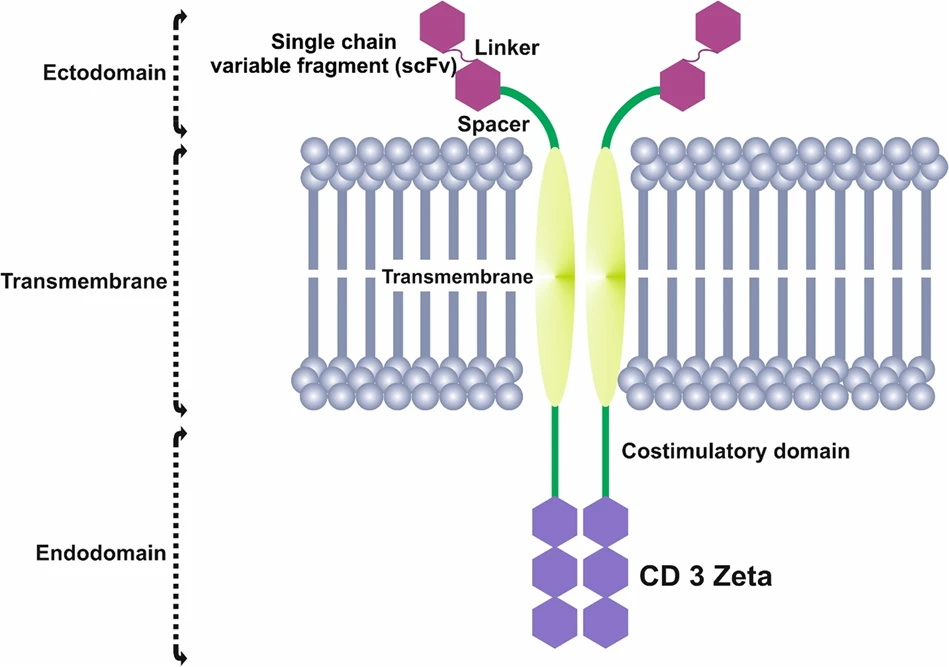
Structure d'un récepteur antigénique chimérique Un récepteur antigénique chimérique comprend un domaine extracellulaire de liaison à l'antigène indépendant du complexe majeur d'histocompatibilité dérivé d'un anticorps monoclonal, comprenant un (i) fragment variable à chaîne unique (scFV), un lieur et une région espaceur/charnière, (ii) un domaine transmembranaire et (iii) une signalisation de lymphocytes T intracellulaires comptant le CD3 zeta et des domaines co-stimulateurs.

Un récepteur antigénique chimérique (de l'anglais chimeric antigen receptor ou CAR) est une molécule créée en laboratoire pour permettre aux cellules immunitaires de reconnaître et de cibler des protéines présentes à la surface d'autres cellules, par exemple présentes à la surface de cellules tumorales.
Les CAR font partie d'une série d'avancées prometteuses dans la lutte contre le cancer grâce au développement de thérapies adoptives de transfert de cellules,. Des lymphocytes du patient sont prélevés puis génétiquement modifiés pour les doter d'un récepteur CAR spécifique d'un antigène exprimé par les cellules tumorales du patient. Les cellules immunitaires, réintroduites dans le patient, peuvent alors reconnaître et tuer les cellules cancéreuses.
La création de lymphocytes allogéniques, pouvant être administrés à un grand nombre de patients, est également explorée et a déjà permis de soigner avec succès. Les traitements Yescarta et Kymriah, commercialisés aux États-Unis en 2017, utilisent cette approche.
Au sein de l'Union Européenne, ces traitements sont commercialisés sous le statut de "médicaments de thérapie innovante" et plus particulièrement de "médicament de thérapie génique".

## Historique
Le concept de traitement génétique par lymphocytes T a été développé dans les années 1980 par un immunologiste israélien au Weizmann Institute of Science et au Tel Aviv Sourasky Medical Center Zelig Eshhar et ses collègues, qui ont créé les premiers lymphocytes T CAR fonctionnels en 1989.
Les premiers traitements avec des lymphocytes T universels ont été mis sur le marché en 2017. Ils sont efficaces sur les cancers dits « liquides », tels les leucémies et les lymphomes.
Dans les années 2010, des oncologues comme Katayoun Rezvani travaillent sur des lymphocytes NK-CAR, qui pourraient être mieux tolérés.

## Concept

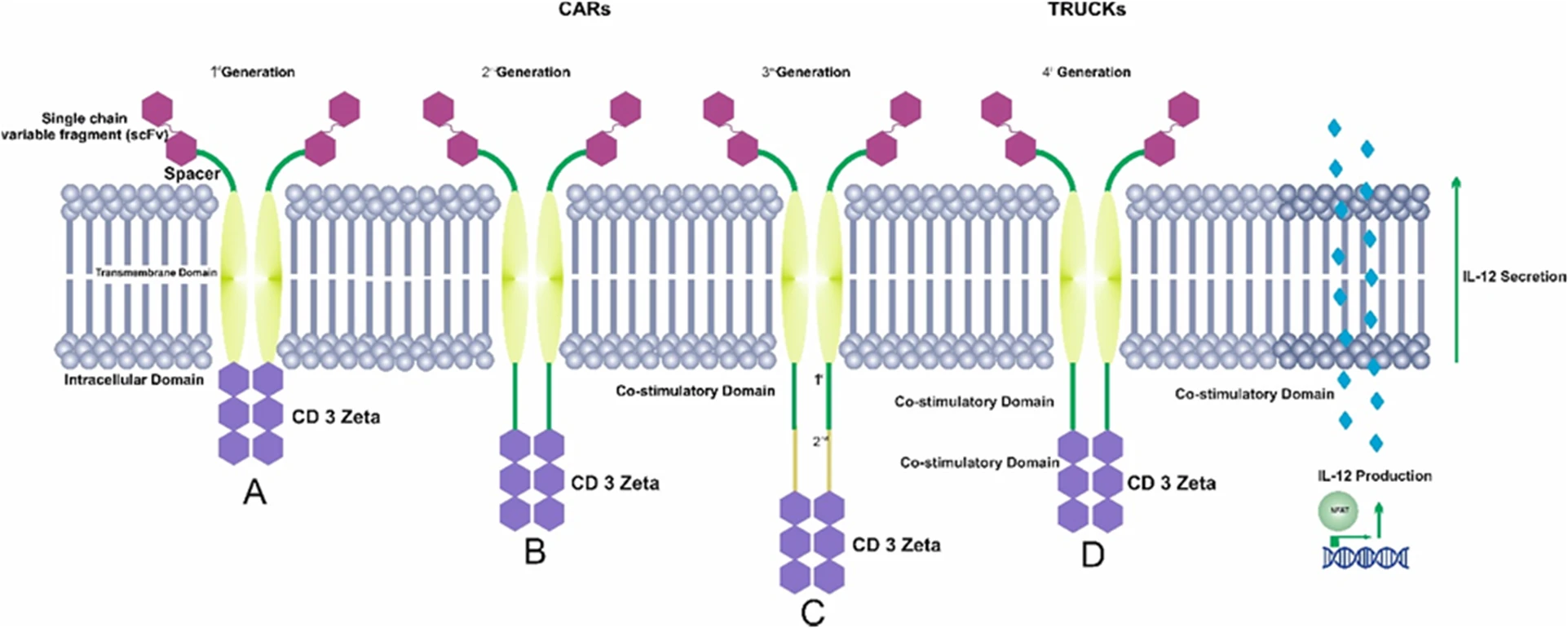
Schéma des 4 types de récepteur antigénique chimérique (A) Dans la première génération de récepteur antigénique chimérique, il n’y avait qu’un seul composant de signal intracellulaire CD3 Zeta. (B & C) Les deuxième et troisième générations ont ajouté des molécules co-stimulatrices, une et plusieurs respectivement. (D) Dans les cellules récepteur antigénique chimérique T de quatrième génération, la reconnaissance des antigènes cibles conduit à l’induction de la production de cytokines grâce à l’activation de facteurs en aval.

### CAR de première génération
Le récepteur des lymphocytes T (TCR) reconnaît l'antigène ciblé sous la forme d'un court peptide présenté par les molécules du complexe majeur d'histocompatibilité alors que le récepteur des lymphocytes B, comme les anticorps, reconnaît l'antigène natif. Il est possible de produire un récepteur hybride comprenant la partie extracellulaire du récepteur des lymphocytes B fusionnée génétiquement à la partie intracellulaire du récepteur de lymphocytes T. Plus précisément, on fusionne le module de reconnaissance du lymphocyte B (en général sous la forme d'un sc-FV, single chain variable fragment) avec le domaine activateur du lymphocyte T, c'est-à-dire la chaine CD3ζ. Le récepteur ainsi obtenu (CAR de première génération), une fois exprimé dans un lymphocyte T, redirige ce dernier contre des cellules exprimant l'antigène ciblé par le module de reconnaissance,,. Cependant, la seule reconnaissance de l'antigène par le lymphocyte T ne suffit pas à produire une activation complète, et peut même rendre le lymphocyte T anergique. De fait, les premiers essais cliniques avec des CAR de première génération furent plutôt décevants.

### CAR de deuxième génération
C'est probablement à D. Campana et ses collègues que revient l'idée d'ajouter au CAR de première génération un module de costimulation, par exemple une séquence dérivée des molécules CD28 ou 4-1BB. Lorsque les lymphocytes exprimant un CAR de deuxième génération rencontrent l'antigène ciblé par le CAR à la surface d'une cellule tumorale, ils reçoivent simultanément le signal antigénique (signal 1 transmis par la séquence dérivée du CD3ζ) et le signal de costimulation (signal 2). Les premiers succès thérapeutiques furent observés dès 2011 avec les CAR de deuxième génération développés par les équipes de C. June, M. Sadelain et S. Rosenberg.

### Place des CAR dans les immunothérapies adoptives
C'est S. Rosenberg et son équipe qui, dès 1988, traita des patients atteints de mélanome avec des lymphocytes T activés. Dans la version la plus simple de cette thérapie cellulaire adoptive, les lymphocytes qui infiltrent la tumeur du patient (et qui donc sont enrichis en lymphocytes dirigés contre les antigènes exprimés par les cellules tumorales) sont prélevés puis amplifiés in vitro avant d'être réinjectés au patient. Ce type d'approche a certes donné des résultats cliniques prometteurs et permis de démontrer la faisabilité d'utiliser des lymphocytes pour combattre les cancers. Cependant, seule une fraction des lymphocytes issus de la tumeurs sont réellement dirigés contre les cellules tumorales. De plus, l'étape d'amplification in vitro est particulièrement longue et difficile car il faut injecter des dizaines de milliards, voire des centaines de milliards de lymphocytes pour obtenir une certaine efficacité clinique. Enfin, les lymphocytes injectés ne persistent que très transitoirement chez le patient et de multiples injections sont nécessaires.
C'est pour pallier ces difficultés que les CAR ont été développés. En effet, l'expression par les lymphocytes modifiés génétiquement du CAR (de première ou de deuxième génération) assure la spécificité vis-à-vis de l'antigène tumoral. Surtout, l'addition du module de costimulation sur les CAR de deuxième génération permet une prolifération des lymphocytes in vivo, c'est-à-dire après leur injection au patient. Certaines études ont reporté des amplifications in vivo d'un facteur > 1000,. Il suffit alors d'injecter au patient quelques dizaines ou centaines de millions de lymphocytes exprimant le CAR, ce qui est parfaitement faisable. Enfin, comme ils prolifèrent in vivo, les lymphocytes modifiés persistent pendant des semaines, voire des mois.

## Traitements

### Dans les cancers du sang
Les premiers résultats cliniques positifs ont été obtenus dans le traitement de leucémies ou de lymphomes à cellules B en ciblant l'antigène CD19 exprimé par les lymphocytes B et les cellules tumorales. Depuis de nombreux autres antigènes exprimés par les cellules tumorales ont été testés et sont en développement.
Le premier traitement à base de CAR a été approuvé par la FDA américaine en août 2017 pour le traitement de leucémie chez l'enfant et les jeunes adultes et en octobre de la même année pour le traitement de certains lymphomes non hodgkiniens à grandes cellules B. Lors des essais cliniques de traitement de leucémies aiguës lymphoblastiques 79 % des patients traités avaient survécu douze mois après traitement. Le coût du traitement appelé Kymriah s'élève à 475 000 dollars américains et n'est facturé qu'en cas de réussite du traitement. Cette approche est actuellement réservée aux cas où les autres traitements ont échoué.
Les deux tableaux ci-dessous citent quelques-uns des antigènes ciblés testés actuellement en clinique et les cancers correspondants.
| Dénomination commune internationale | Nom commercial | Structure                                     | Antigène cible | Indication |
| ----------------------------------- | -------------- | --------------------------------------------- | -------------- | ---------- |
| Tisagenlecleucel                    | Kymriah        | Ectodomain: Anti- CD19; Endodomain: CDζ-4-1BB | CD19           |            |
| Axicabtagene ciloleucel             | Yescarta       | Ectodomain: Anti- CD19; Endodomain: CDζ-CD28  | CD19           |            |
| Brexucabtagene autoleucel           | Tecartus       | Ectodomain: Anti- CD19; Endodomain: CDζ-CD28  | CD19           |            |
| Lisocabtagene maraleucel            | Breyanzi       | Ectodomain: Anti- CD19; Endodomain: CDζ-4-1BB | CD19           |            |
| Idecabtagene vicleucel              | Abecma         | Ectodomain: Anti-BCMA; Endodomain: CDζ-4-1BB  | BCMA           |            |
| Ciltacabtagene autoleucel           | Carvykti       | Ectodomain: Anti-BCMA; Endodomain: CDζ-4-1BB  | BCMA           |            |

| Antigène ciblé | Indications                                                 |
| -------------- | ----------------------------------------------------------- |
| CD19           | Hémopathies à cellules B                                    |
| BCMA           | Myélome multiple                                            |
| CD123          | Leucémie aiguë myéloblastique Syndrome myéloïde dysplasique |
| CD20           | Hémopathies à cellules B                                    |
| CD22           | Hémopathies à cellules B                                    |
| CD38           | Myélome multiple                                            |
| LeY            | Leucémie aiguë myéloblastique Syndrome myéloïde dysplasique |
| ROR1           | Leucémies ROR1+                                             |

### Dans les tumeurs solides
il n'existe , à ce jour, aucun traitement approuvé par la Food and Drug Administration pour un traitement des tumeurs solides par les CAR-T .
La première différence majeure entre les tumeurs solides et les tumeurs hématologiques est qu’il est plus difficile de trouver un antigène cible idéal. Contrairement aux cancers tels que la leucémie aiguë lymphoblastique  ou la leucémie lymphoïde chronique dans lesquels les cellules tumorales expriment universellement le marqueur des cellules B CD19, les tumeurs solides expriment rarement un antigène spécifique de la tumeur .
Le manque de spécificité de l’antigène tumoral augmente le risque potentiel de toxicité significative hors tumeur sur la cible. Ce fut le cas d’un patient atteint d’un cancer du côlon métastatique qui a reçu une perfusion de cellules CAR T ciblées sur l’antigène HER2 (ERBB2) et est décédé 5 jours plus tard . La cause du décès a été attribuée aux faibles niveaux de HER2 sur les cellules épithéliales du poumon, qui ont été attaquées par les CAR. Un autre exemple de toxicité ciblée et hors tumeur a été trouvé avec un CAR anti-GD2 à haute affinité pour le neuroblastome, dans lequel de faibles niveaux de GD2 dans le cerveau ont entraîné une encéphalite mortelle .
| Antigène ciblé | Indications                                                      |
| -------------- | ---------------------------------------------------------------- |
| c-MET          | Mélanome, sein                                                   |
| CD133          | Foie, pancréas, cerveau                                          |
| CD171          | Neuroblastome                                                    |
| CD70           | pancréas, rein, sein                                             |
| CEA            | foie, poumon, colo-rectal, estomac, pancréas                     |
| EGFR-VIII      | Glioblastome                                                     |
| EpCAM          | foie, estomac, nasopharynx, sein, colon, œsophage, pancréas      |
| EphA2          | glioblastome                                                     |
| FAP            | mésothéliome                                                     |
| GD2            | neuroblastome, glioblastome, sarcomes, ostéosarcome, mélanome    |
| GPC3           | foie, poumon                                                     |
| HER2           | sein, ovaire, poumon, glioblastome, sarcomes                     |
| IL-13Ra2       | glioblastome                                                     |
| Mésothéline    | col de l'utérus, pancréas, ovaire, poumon                        |
| MUC1           | foie, poumon, pancréas, sein, glioblastome, estomac, colo-rectal |
| PSCA           | pancréas                                                         |
| PSMA           | prostate, vessie                                                 |
| ROR1           | cancers ROR1+                                                    |
| VEGFR2         | mélanome, rein                                                   |

### Effets secondaires
Les deux principaux effets secondaires graves associés au traitement CAR-T sont le syndrome de libération des cytokines et le syndrome de neurotoxicité associé aux cellules effectrices immunitaires chez tous les patients . L’efficacité et la sécurité à long terme de cette approche prometteuse ne sont pas encore disponibles et restent un défi ,,.
Le traitement par CAR T cell n’est pas sans risque. Les deux principales complications possibles sont le syndrome de relargage cytokinique (SRC) et les troubles neurologiques. Ceux-ci surviennent dans les jours suivant l’injection du traitement. Ainsi, les services de réanimation et de neurologie de l’hôpital où a lieu le traitement par CAR T cell doivent être prévenus dès le premier jour de l’administration du traitement. Chez les enfants une insuffisance rénale aiguë  et des anomalies électrolytiques sont décrits comme une complication grave après le traitement CAR-T . En Novembre 2023, la F.D.A annonce qu'elle enquêtait sur des cas de leucémie et de lymphome qui pourraient être en rapport avec le traitement. Sur les environ 30 000 cas de traitement par CAR-T , 33 cas de lymphome et/ou leucémie ont été rapporté. Il est toutefois difficile de prouver que le processus de fabrication est en cause .

#### Majeures

##### Syndrome de libération des cytokines
C'est une conséquence immédiate de l'activation des macrophages liée aux cytokines inflammatoires déclenchée par de grandes quantités d'interfèron-γ libérées par les cellules T activées. Il se traduira le plus souvent par une fièvre intense .
La fréquence de ce syndrome dépasse 50% dans beaucoup d'essais thérapeutiques. Sa gravité est très variable mais des décès sont rapportés . Ce syndrome doit être reconnu et traité rapidement pour préserver des conséquences potentiellement mortelles et ne pas altérer l’efficacité des récepteurs antigéniques chimériques En cas de syndrome de relargage cytokinique sévère, pouvant se manifester par une chute de la tension artérielle importante ou encore une désaturation en oxygène, le patient sera transféré en réanimation afin d’avoir une prise en charge adaptée,,. La cytokine responsable est supposée être l'interleukine 6 . En effet, l'immunosuppression utilisant le tocilizumab, un anticorps anti-récepteur de l'interleukine 6, avec ou sans corticostéroïdes, peut inverser le syndrome mais pourrait limiter l'efficacité du traitement par récepteur antigénique chimérique .

##### Syndrome neurotoxique associé aux cellules effectrices immunitaires
Les troubles neurologiques peuvent se présenter sous différentes formes : céphalées, confusion, convulsions, coma. Ainsi, il est nécessaire de réaliser un examen neurologique quotidien pendant toute la durée de l’hospitalisation et de prévenir les neurologues en cas de complications sévères. L'origine de ce syndrome neurotoxique  est pour le moment inconnu et le traitement par tocilizumab pourrait l'aggraver  .

#### Mineures
Les effets secondaires les plus fréquents (incidence supérieure à 20 %) étaient l'hypogammaglobulinémie, la fièvre , les infections d'origine non précisée, , les maux de tête, la diminution de l'appétit, les épisodes hémorragiques, la coagulopathie, l'hypotension, les nausées, la tachycardie, la diarrhée, les vomissements, la fatigue,,,,,,,,.

## Fabrication des récepteurs antigéniques chimériques

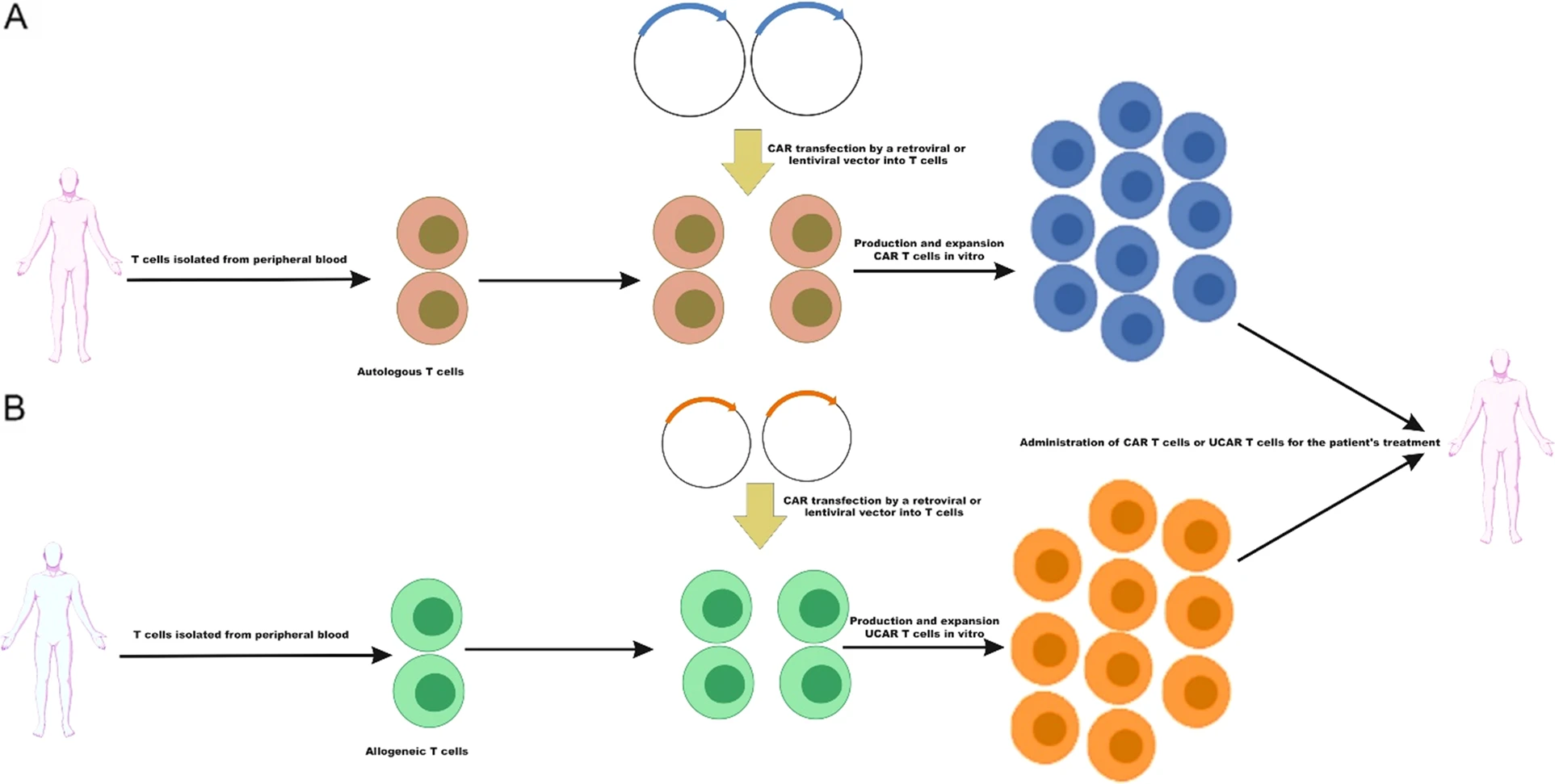
Fabrication des récepteurs antigéniques chimériques A Après avoir extrait les cellules T autologues du sang périphérique du patient, les gènes CAR sont introduits dans les cellules T pour fabriquer des cellules CAR T, qui sont ensuite largement étendues in vitro et perfusées au patient. B Après avoir extrait les cellules T allogéniques du sang périphérique d'un donneur sain, les gènes CAR sont introduits dans les cellules T pour fabriquer des cellules T Universal CAR (UCAR), qui sont ensuite largement étendues in vitro et administrées aux patients.

Le processus de fabrication des cellules CAR-T comprend l'isolement des cellules T du donneur, suivi d'une activation efficace, du transfert de gène pour la synthèse du récepteur antigénique chimérique , de l'expansion des cellules CAR-T, du phénotypage et d'une analyse de contrôle qualité. Les leucocytes sont prélevés sur des cellules mononucléées du sang périphérique de patients (autologues) ou de donneurs sains (allogéniques). Plusieurs sous-ensembles différents de leucocytes sont utilisés dans les essais cliniques, tels que les cellules T CD3 + , les cellules mémoire centrales, les cellules naïves et les cellules souches mémoire. Les sous-ensembles de lymphocytes T sont séparés à l'aide d'anticorps spécifiques, suivis du processus d'activation par purification de cellules présentatrices d'antigènes autologues provenant de patients ou de donneurs, ou de billes recouvertes d'anticorps monoclonaux anti-CD3/anti-CD28, ou d'anticorps anti-CD3 seuls ou en combinaison avec des cellules nourricières et des facteurs de croissance, tels que l'interleukine 2 ,.
Les vecteurs viraux utilisés pour transférer le code des récepteurs antigéniques chimériques est suit un lentivirus et rétrovirus et ont été largement utilisés dans la recherche fondamentale en raison de leur efficacité de transfert élevée, puis appliqués à la conception et à la construction des récepteurs antigéniques chimériques pour traiter  les cancers. En raison de leur profil de site d’intégration plus sûr et de leur capacité à infecter des cellules qui ne se divisent pas et quiescentes, les lentivirus sont plus couramment utilisés que les rétrovirus dans les essais cliniques . Les modèles d'intégration des lentivirus se produisent loin des sites de transcription, ce qui entraîne un risque plus faible de mutagenèse ,. À plusieurs étapes du processus de fabrication du vecteur destiné à être utilisé en clinique, le produit est étroitement testé pour détecter la présence de rétrovirus/lentivirus compétents pour la réplication  pour éviter la possibilité d'être oncogène, conformément aux directives de la Food and Drug Administration de  2006. La Food and Drug Administration a également imposé un long suivi jusqu'à 15 ans chez les patients traités pour surveiller tout événement indésirable retardé potentiel à l'aide de vecteurs intégrateurs.

## Futures directions

### CAR universels
Si l'on veut que davantage de patients susceptibles de bénéficier de cette approche puissent y avoir accès, il convient d'en simplifier la production et d'en réduire le coût. Deux sociétés françaises, Servier et Cellectis, se sont associées pour développer des traitements utilisant comme cellules de départ non plus les lymphocytes du patient lui-même (thérapie autologue) mais des lymphocytes de donneurs sains (thérapie allogénique). Cependant, les lymphocytes de donneurs sains contiennent une sous-population susceptible de reconnaitre les molécules du Complexe Majeur d'Histocompatibilité du patient et donc de provoquer une réaction du greffon contre l'hôte (en quelque sorte, un rejet de greffe à l'envers). Pour prévenir cette réaction, en général mortelle, le récepteur endogène des lymphocytes de donneurs sains est génétiquement inactivé en utilisant la technologie des TALEN. Les lymphocytes, délétés de leur récepteur endogène mais exprimant un récepteur CAR sont ensuite injectés au patient. La même préparation peut être utilisée pour tous les patients dont la tumeur exprime l'antigène ciblé par le CAR. Cela constitue un progrès très significatif puisque, dans le cas d'une thérapie autologue, un lot spécifique de lymphocytes doit être préparé pour chaque patient. Cette approche permet aussi des traiter des patients aplasiques, c'est-à-dire dont le nombre de lymphocytes est trop faible en raison des multiples traitements préalables.
D'autres stratégies, comme l'utilisation de cellules NK (dépourvues d'activité alloréactive) ou d'inactivation de l'expression surfacique du TCR endogène par sur-expression d'une chaine CD3 tronquée semblent également prometteuses.

### Cellules T CAR blindées
Les cellules T CAR sont plus efficaces sur les tumeurs liquides mais ne se sont pas montrées aussi prometteuses dans le traitement des tumeurs solides. Le cancer de l'ovaire est l'un des cancer les plus meurtrier chez la femme en raison du diagnostic tardif chez la plupart des cas (environ 70 %) à un stade avancé. Parmi les personnes diagnostiquées, environ 30 % d'entre elles survivent plus de cinq ans. Le cancer de l'ovaire est difficile à traiter parce qu'il s'agit d'une tumeur solide avec un micro-environnement qui supprime les cellules T transférées adoptivement. Le micro-environnement hostile de la tumeur solide est également composé de cellules suppressives myéloïdes (MDSC) et de macrophages associés à la tumeur (TAM). Les TAM et les MDSC favorisent certains aspects de la croissance et du développement des tumeurs. Le micro-environnement tumoral est également composé de leucocytes vasculaires (VLC) qui favorisent la progression de la tumeur solide. Tous ces composants du micro-environnement de la tumeur contribuent à la suppression des cellules T.
La cellule T CAR  « blindée » est conçue pour sécréter de puissantes cytokines telles que l'interleukine 12 (IL-12) ainsi que pour exprimer des ligands captifs ou solubles sur sa membrane afin d'améliorer l'efficacité de la cellule T CAR. La sécrétion de l'IL-12 est prometteuse car il s'agit d'une cytokine pro-inflammatoire connue pour sa capacité à améliorer les capacités cytotoxiques des cellules CD8+, à engager et recruter des macrophages pour prévenir la fuite des cellules tumorales antigène. Les lymphocytes T CD19-CAR sécrétant l'IL-12 pourraient éradiquer les lymphomes établis chez la souris sans qu'il soit nécessaire de procéder à un pré-conditionnement par induction de l'immunité de l'hôte. Un récent essai clinique de phase II a été mené chez des patientes atteintes d'un cancer de l'ovaire où on leur a administré de l'IL-12. Ce traitement a permis de stabiliser la maladie dans 50 % de la cohorte.

### Vaccins
Une approche vise à renforcer la fonction des T CAR en stimulant le système immunitaire à l'aide de l'administration d'un vaccin. Le vaccin stimule la réponse des cellules T modifiées. Une étude de 2023 a montré que cette approche aide également le système immunitaire à générer de nouvelles cellules T qui ciblent d'autres antigènes tumoraux. Lors d'études menées sur des souris, les chercheurs ont constaté que cette approche augmentait considérablement les chances d'éradication des tumeurs.